# 松前町立松前中学校
松前町立松前中学校（まさきちょうりつまさきちゅうがっこう）は愛媛県伊予郡松前町にある男女共学の公立中学校。

## 概要
- 松山市の南西に位置する本校の校区は海に面した伊予郡で唯一の港町、松前町の南部である。松前町の中学校3校のうちの1校である本校では、特色ある教育に取り組んでいる。松前町立岡田中学校・松前町立北伊予中学校との交流も厚い。

## 沿革
- 1947年（昭和22年）4月 - 松前町立松前中学校創立
- 1956年（昭和31年）3月 - 体育館新築落成

## 校区
- 校区は海に面する。
- ごく少ない生徒であるが、学校が定めた距離を越える通学距離の生徒にのみ自転車通学を許可される。
- 進学元小学校は校区内の松前町立松前小学校のみ[1]。
- 南黒田、北黒田、浜、筒井[1]

## 規模
- 生徒数384、学級数13（特別支援学級含む）

## 著名な卒業生
- 伊予櫻政行（大相撲力士、元十両）

## 周辺
- 国道56号
- 松前町役場
- 松前総合文化センター
- 松前公園
- エミフルMASAKI

## 交通アクセス
- 伊予鉄道松前駅から北東方向へ徒歩5分。
- 伊予鉄バス（ひまわりバス）「文化センター前」か「役場前」バス停で下車、南西方向へ徒歩5分[2]。